# Krachel
Krachel são pãezinhos típicos da culinária de Marrocos, aromatizados com água-de-flor-de-laranjeira e anis. São servidos ao pequeno-almoço ou em qualquer ocasião, simples ou com manteiga, queijo ou jam. 
Para preparar estes pãezinhos, deve começar-se por ativar a levedura com leite morno. Misturar farinha de trigo, açúcar, sal e sementes de anis; juntar ovos, manteiga, óleo, água-de-flor-de-laranjeira e o leite com a levedura, até obter uma massa leve e fácil de tender. Deixar levedar durante uma hora a hora e meia até a massa duplicar o volume. Dividir a massa em pequenas bolas, colocá-las num tabuleiro untado, e deixá-las aumentar por mais uma hora. Pincelá-las com uma mistura de ovo e leite, polvilhar com gergelim e assá-las em forno forte, cerca de 20 minutos.